# Прато (Ђенова)
Прато је насеље у Италији у округу Ђенова, региону Лигурија.
Према процени из 2011. у насељу је живело 92 становника. Насеље се налази на надморској висини од 567 м.